# Quevauvillers
 Quevauvillers  es una comuna y población de Francia, en la región de Picardía, departamento de Somme, en el distrito de Amiens y cantón de Molliens-Dreuil.
Su población en el censo de 1999 era de 1.054 habitantes.
Está integrada en la Communauté de communes du Sud-Ouest Amiénois .

## Demografía
| 648 | 715 | 783 | 921 | 1,046 | 1,054 |
| Para los censos de 1962 a 1999 la población legal corresponde a la población sin duplicidades (Fuente: INSEE [Consultar]) |     |     |     |       |       |